# 55
Cette page concerne l'année 55  du calendrier julien. Pour l'année 55 av. J.-C., voir 55 av. J.-C. Pour le nombre 55, voir 55 (nombre).
L'année 55 est une année commune qui commence un mercredi.

## Événements
- Avant le 12 février[1] : Britannicus, fils de Claude, aurait été empoisonné au cours d’un banquet sur ordre de Néron[2]. Le jeune homme étant épileptique, il est aussi envisageable qu’il ait succombé d’une rupture d’anévrisme consécutive à une de ses crises[3].

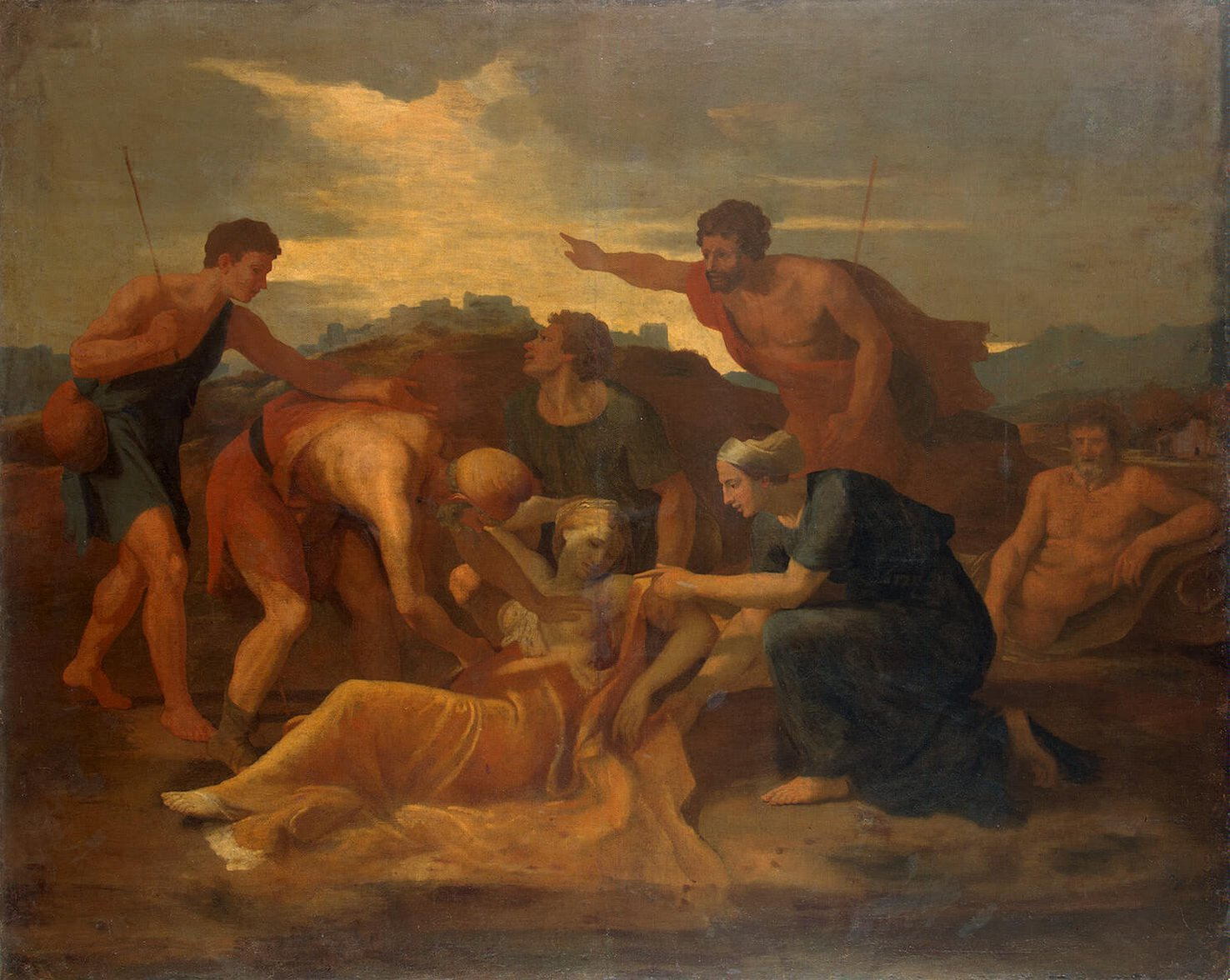
Zénobie sauvée par les bergers, Nicolas Poussin, 1634.

- Révolte en Arménie au début de l'année[4] contre Rhadamiste qui doit fuir, laissant pour morte son épouse Zénobie, enceinte, qui sera recueillie par Tiridate. Tiridate Ier est replacé sur le trône par son frère Vologèse Ier. Ce-dernier occupé en Perse par la révolte de son fils Vardanès, traite avec le Romain Corbulon et lui envoie des otages ; la paix dure jusqu'en 58[5].

- À Rome, l’affranchi Pallas perd le secrétariat au trésor[2].
- Agrippine la Jeune est chassée du palais par Néron à la fin de l’année. Elle s’installe à la villa Antonia à Misène[2].

## Naissances en 55
- Tacite, historien et homme d'État latin.

## Décès en 55
- 11 février : Britannicus, fils de Claude.